# Єврейська література
Єврейська література — корпус світської та релігійної літератури, створеної на різних, головним чином єврейських мовах, і що являє собою літературне втілення специфічно єврейського життєвого досвіду. 

## Загальний опис
Єврейська література історично створювалася на мовах, що використовуються єврейськими громадами різних країн. У так званий «єврейський канон» входять твори, створені як на специфічно єврейських мовах (іврит, їдиш), так і на мовах, поділюваних євреями з навколишнім населенням (арамейська, американська єврейська література, російсько-єврейська література, єврейські тексти арабською мовою) .

## Переклади українською
- Антологія єврейської поезії: Українські переклади з їдишу / упоряд., ред. Велвл Чернін та Валерія Богуславська. — 2-ге вид., випр. і доп. — К.: Дух і Літера, 2011. — 704 с. — ISBN 978-966-378-186-0[1]
- Вибрані поезії / Д. Н. Гофштейн ; [пер. з єврей.] ; за ред. М. Т. Рильського. — К. : Держ. літерат. вид-во, 1938. — 128 с.[2]
- Давид Гофштейн. О білий світе мій… Вибрані поезії. — К: Дух і літера, 2012. — 464 с., з іл. — ISBN 978-966-378-229-4 (Читати онлайн)
- «І покоління приходить…». Антологія сучасної ізраїльської поезії / Упоряд. та ред. Ю.Морозюк, А.Дубинська. — К.: Дух і Літера, 2012. — 304 с. — ISBN 978-966-378-254-6[3]
- Шварцман О. Поезії: [вірші та листи] / О. Шварцман / переклад з єврейської. — Київ: Рад. письменник, 1965. — 147 с.
- Шолом-Алейхем. Вибрані твори / Шолом-Алейхем. — Київ, 1939. — 554 с.